# Universidad Estatal de Arkansas
La Universidad Estatal de Arkansas (en inglés: Arkansas State University, A-State o ASU ) es una universidad pública estadounidense ubicada en Jonesboro, en el estado de Arkansas.

## Historia
Fue fundada como la Escuela Agrícola del primer Distrito en Jonesboro en 1909 por la Legislatura de Arkansas como una escuela regional de capacitación agrícola. Robert W. Glover, un diputado y pastor bautista miembro de ambas cámaras, presentó en 1909 la resolución que pedía el establecimiento de cuatro universidades agrícolas estatales, incluida la futura ASU. En 1918, ASU comenzó a ofrecer un programa universitario de dos años. En 1925, se convirtió en la Escuela Mecánica y Agrícola del Primer Distrito. En 1930 se inició un programa de estudios de cuatro años. A & M College se convirtió en Arkansas State College en 1933. En 1967, la Legislatura de Arkansas elevó el colegio universitario a la categoría de universidad y cambió su nombre a Arkansas State University. 

## Campus
- Arkansas State University, Jonesboro (Arkansas) (campus principal)
  - Arkansas State University Campus Queretaro, Querétaro, México
- Arkansas State University-Beebe, Beebe (Arkansas)
  - Arkansas State University-Beebe Searcy Campus, Searcy (Arkansas)
  - Arkansas State University-Beebe Heber Springs Campus, Heber Springs
  - Arkansas State University-Beebe at Little Rock Air Force Base, Jacksonville (Arkansas)
- Arkansas State University-Newport, Newport (Arkansas)
  - Arkansas State University-Newport Marked Tree Campus, Marked Tree (Arkansas)
  - Arkansas State University-Newport Jonesboro Campus, Jonesboro (Arkansas)
- Arkansas State University-Mountain Home, Mountain Home (Arkansas)
- Arkansas State University Mid-South, West Memphis (Arkansas)
- Arkansas State University Three Rivers, Malvern (Arkansas)
- Henderson State University, Arkadelphia (Arkansas)

## Alumnos destacados
- Earl Bell, saltador con pértiga estadounidense
- Rodger Bumpass, actor estadounidense
- Jeff Hartwig, saltador con pértiga estadounidense
- Thomas Hill, atleta estadounidense especializado en los 110 metros con vallas
- Al Joyner, deportista estadounidense especializado en el triple salto
- Kellie Suttle, saltadora con pértiga estadounidense

## Galería

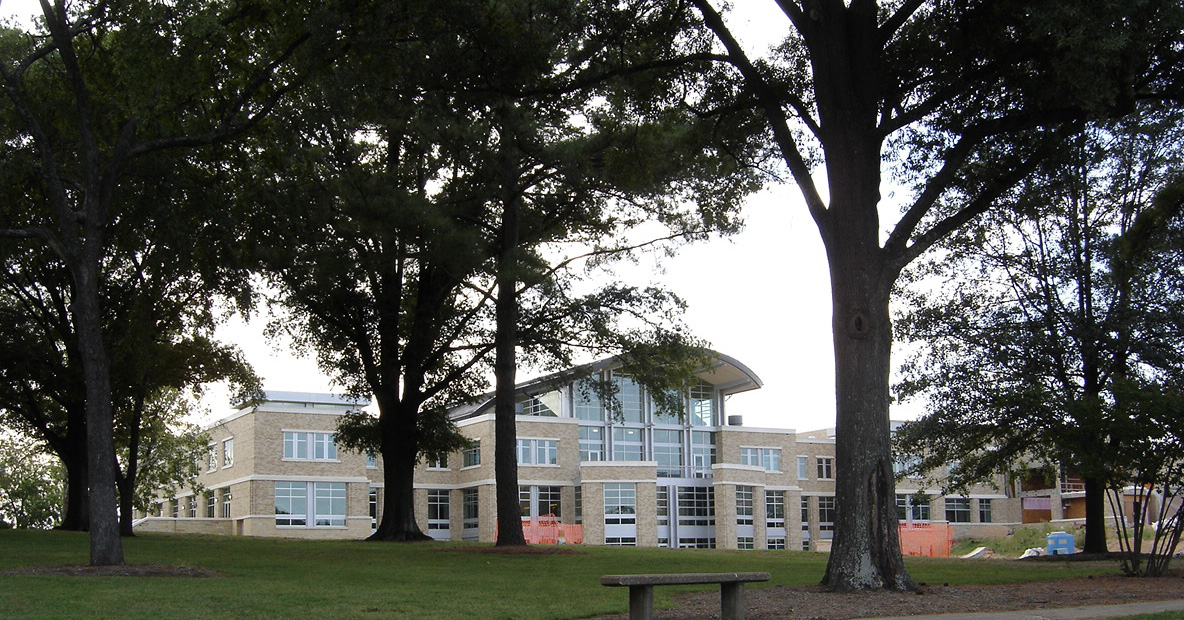
Uno de los edificios de la Universidad Estatal de Arkansas.
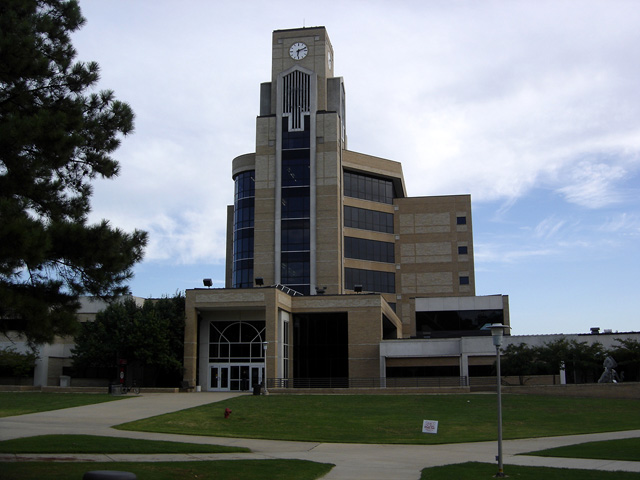
Biblioteca ASU (campus de Jonesboro).